# Delta Junction
Delta Junction är en ort (city) i Southeast Fairbanks Census Area i delstaten Alaska i USA. Orten har 918 invånare (2020), på en yta av 36,00 km².
Den är belägen cirka 130 kilometer sydost om Fairbanks, kort söder om platsen där Delta River och Tanana River flyter samman i ett område som utgör ett delta. I Delta Junction möts vägarna Alaska Highway och Richardson Highway.